# Premier 15s 2020-21
La Premier 15s 2020-21 fue la cuarta edición del torneo profesional de rugby femenino de Inglaterra.

## Sistema de disputa
Cada equipo disputó sus encuentros frente a cada uno de los rivales en condición de local y de visitante, posteriormente los mejores cuatro equipos clasificaron a los postemporada para definir al campeón del torneo
Puntuación
Para ordenar a los equipos en la tabla de posiciones se los puntuará según los resultados obtenidos.
- 4 puntos por victoria.
- 2 puntos por empate.
- 0 puntos por derrota.
- 1 punto bonus por ganar haciendo 3 o más tries que el rival.
- 1 punto bonus por perder por siete o menos puntos de diferencia.

## Desarrollo

### Fase regular
| Pos. | Equipo                 | Encuentros | Encuentros | Encuentros | Encuentros | Tantos | Tantos | Tantos | PB | Puntos |
| Pos. | Equipo                 | PJ         | PG         | PE         | PP         | F      | C      | Dif    | PB | Puntos |
| ---- | ---------------------- | ---------- | ---------- | ---------- | ---------- | ------ | ------ | ------ | -- | ------ |
| 1    | Saracens               | 18         | 15         | 1          | 2          | 649    | 253    | +396   | 17 | 79     |
| 2    | Harlequins             | 18         | 14         | 1          | 3          | 631    | 181    | +450   | 15 | 73     |
| 3    | Wasps RFC              | 18         | 14         | 0          | 4          | 648    | 268    | +372   | 15 | 71     |
| 4    | Loughborough Lightning | 18         | 12         | 0          | 6          | 499    | 298    | +201   | 3  | 60     |
| 5    | Gloucester-Hartpury    | 18         | 10         | 0          | 8          | 433    | 339    | +94    | 10 | 50     |
| 6    | Exeter Chiefs          | 18         | 10         | 0          | 8          | 393    | 312    | +91    | 10 | 50     |
| 7    | Worcester Warriors     | 18         | 5          | 0          | 13         | 327    | 396    | –69    | 8  | 28     |
| 8    | Bristol Bears          | 18         | 4          | 0          | 14         | 298    | 320    | –312   | 6  | 22     |
| 9    | Sale Sharks            | 18         | 4          | 0          | 14         | 239    | 485    | –244   | 3  | 19     |
| 10   | DMP Durham Sharks      | 18         | 1          | 0          | 17         | 69     | 1058   | –989   | 1  | 5      |

|  | Clasificado a postemporada. |

### Semifinal
| 22 de mayo de 2021 | Harlequins | 25 - 14 | Wasps RFC |  |  |

| 22 de mayo de 2021 | Saracens | 28 - 24 | Loughborough Lightning |  |  |

### Final
| 30 de mayo de 2021 | Harlequins | 25 - 17 | Saracens |  |  |

| Bandera de Inglaterra |
| Campeón Harlequins    |
| Primer título         |